# Берзин, Евгений Валентинович
Евге́ний Валенти́нович Берзин (род. 3 июня 1970, Выборг, Ленинградская область) — советский и российский велогонщик, первый представитель России, выигравший один из трёх гранд-туров (Джиро д’Италия). Заслуженный мастер спорта СССР (1990).

## Биография и спортивная карьера
Евгений Берзин родился 3 июня 1970 года в Выборге. Велоспортом начал заниматься уже с 1977 года, учась в начальных классах школы. Проходил спортивную подготовку под руководством заслуженного тренера СССР А. Гусятникова. В 1988 году выиграл чемпионаты России и мира среди юниоров в гонке преследования на треке. Наибольшего успеха после начала профессиональной карьеры достиг в 1994 году, когда достаточно неожиданно первым из российских и бывших советских велогонщиков стал победителем велогонки Джиро д’Италия. Во время той гонки он выиграл три этапа, был лидером 19 дней и в результате опередил таких знаменитых соперников, как итальянец Марко Пантани и испанец Мигель Индурайн.
В следующем году на той же велогонке Евгений стал вторым. В 1996 году, победив на одном из этапов Тур де Франс, два дня был лидером гонки, однако развить успех ему не удалось. В начале 90-х годов выиграл также несколько менее известных гонок. 19 октября 1997 года в Бордо попытался побить рекорд в часовой гонке на треке, однако попытка оказалась неудачной. После окончания спортивной карьеры жил в Италии, где занимался бизнесом, связанным с продажей автомобилей. В 2007 году намеревался возобновить спортивную карьеру желая выступать за команду Олега Тинькова, однако команде 37-летний Берзин, видимо, был не нужен. На этом велоспортивная карьера спортсмена закончилась.

## Достижения
1994
Джиро д’Италия
 генеральная классификации
 молодёжная классификация
4-й, 8-й и 18-й этапы
владел розовой майкой лидера 19 дней
 Чемпионат России — индивидуальная гонка
Льеж — Бастонь — Льеж
1995
Джиро д’Италия
2-й в генеральной классификации
21-й этап
1996
Тур де Франс
8-й этап
владел жёлтой майкой лидера 2 дня